# Episodi de L'allegra banda di Nick (dodicesima stagione)
La dodicesima stagione della serie televisiva L'allegra banda di Nick è stata trasmessa in anteprima in Canada dalla CBC Television tra il 9 ottobre 1983 e il 1º luglio 1984.
| nº | Titolo originale            | Titolo italiano | Prima TV Canada  | Prima TV Italia |
| -- | --------------------------- | --------------- | ---------------- | --------------- |
| 1  | Multiple Choice             |                 | 9 ottobre 1983   |                 |
| 2  | By Hook Or By Crook         |                 | 23 ottobre 1983  |                 |
| 3  | Hawkeye                     |                 | 30 ottobre 1983  |                 |
| 4  | Reliable Source             |                 | 6 novembre 1983  |                 |
| 5  | Prince of Dreams            |                 | 13 novembre 1983 |                 |
| 6  | Mission At Dawn             |                 | 20 novembre 1983 |                 |
| 7  | Napoleon of Crime           |                 | 4 dicembre 1983  |                 |
| 8  | Legacy                      |                 | 11 dicembre 1983 |                 |
| 9  | Without Words               |                 | 25 dicembre 1983 |                 |
| 10 | No Home Is An Island        |                 | 1º gennaio 1984  |                 |
| 11 | The Hermit of Shaman Island |                 | 8 gennaio 1984   |                 |
| 12 | Maggie                      |                 | 15 gennaio 1984  |                 |
| 13 | Million Dollar Rescue       |                 | 22 gennaio 1984  |                 |
| 14 | Aces High (Part 1)          |                 | 29 gennaio 1984  |                 |
| 15 | Aces High (Part 2)          |                 | 5 febbraio 1984  |                 |
| 16 | High Tension                |                 | 19 febbraio 1984 |                 |
| 17 | Rhyme Schemes               |                 | 26 febbraio 1984 |                 |
| 18 | A Dog By Any Other Name     |                 | 4 marzo 1984     |                 |
| 19 | The Nephew                  |                 | 18 marzo 1984    |                 |
| 20 | Burning with Guilt          |                 | 1º luglio 1984   |                 |